# Alergijska bronhopulmonalna aspergiloza
Alergijska bronhopulmonalna aspergiloza (ABPA) je imunološka pljučna bolezen, ki jo povzroča preobčutljivost na glive iz rodu Aspergillus (in sicer Aspergillus fumigatus). Spore glive Aspergillus bolnik vdihne z zrakom. Pojavlja se pri bolnikih z astmo ali cistično fibrozo.

## Patologija
Alergijska bronhopulmonalna aspergiloza je verjetno genetsko pogojena bolezen, povezana z več geni. Ko se pojavi, nikoli več popolnoma ne izgine, lahko pa pride do dolgotrajnih obdobij izboljšanja. Pri genetsko dovzetnih bolnikih vdihane spore aspegilov vzniknejo v hife ter sproščajo antigene, ki aktivirajo prirojene in pridobljene imunske odzive v pljučih.

## Epimiologija
Razširjenost bolezni ni povsem znana, a naj bi se pojavljala pri 13 % astmatičnih bolnikov in pri 1 do 15 % bolnikov s cistično fibrozo. Razširjenost med splošnim prebivalstvom je ocenjena na okoli 1–2 %, z okoli 5 milijoni bolnikov po vsem svetu.

## Simptomi
Klinična slika bolnika z ABPA je poslabšanja astme s ponavljajočimi epizodami obstrukcije, povišane telesne temperature, slabosti, izkašljevanja rjavega sluzastega izmečka, periferne eozinofilije in hemoptiz, medtem ko težko dihanje ni vedno prisotno. Nekateri bolniki so lahko tudi asimptomatski.

## Diagnosticiranje
Diagnoza alergijske bronhopulmonalne aspergiloze temelji na kliničnih, radioloških in imunoloških izslednih. Za postavitev diagnoze ABPA se ugotavlja prisotnost glavnih in ostalih kriterijev. Glavni kriteriji so: anamneza astme, prisotnost pljučnih infiltratov, prisotnost eozinofilije v periferni krvi, prisotnost serumskih precipitinov za Aspergilus fumigatus, pozitivni kožni testi za aspergilusni antigen, povišani celokupni IgE v krvi, povišani specifični IgE in IgG za Aspergilus fumigatus, s pomočjo visokoločljivostne računalniške tomografije vidne centralne bronhiektazije.

## Zdravljenje
Namen zdravljenja ABPA je preprečevanje epizod akutnih poslabšanj in preprečiti oziroma upočasniti pljučno prizadetost. Za zdravljenje se uporabljajo steroidi in antimikotiki (na primer itrakonazol). Za prognozo bolezni je pomembno, da se zdravljenje prične v zgodnjih stadijih in se tako prepreči razvoj bronhiektazij ali pljučne fibroze.